# サハラ -誘惑のエトランゼ-
『サハラ -誘惑のエトランゼ-』（サハラゆうわくのエトランゼ）は、高口里純による日本の漫画。

## 登場人物
エレーヌ・グレイブル
女優を目指しアクターズスクールに通うニューヨークの19歳の女性。母譲りの金髪がチャームポイント。母子家庭で母が亡くなり天涯孤独の身。半年ほど前から何者かに尾行されていて、突然誘拐されライード国に連れてこられる。そこで父親が半年前亡くなったライード国国王で、第三度目の王位継承者の王女で、アシュラフ、サアドの異母妹だとライード国宰相マージドに教えられる。アシュラフが気になっていたが兄と知りショックを受けた。しかし誤解が解け、アシュラフと愛し合う。
アシュラフ・サウード
砂漠の国・ライード国の第一王位継承者。妾妃の子。第四代ライード国の次期国王となる。いつも不機嫌そうな表情で無愛想である。
ガディ
アシュラフの密偵。エレーヌと同じバイトをし内密理に守っていた。
サアド
アシュラフの弟。妾妃の子。第二王位継承者。アシュラフと違い奔放な性格。将軍と政府軍が後ろ盾となっている。
マージド
ライード国宰相。アシュラフの後ろ盾になっている。身分違いのエレーヌがアシュラフの妃になることを避けるため、アシュラフ、サアドの異母妹だと噂を流した。エレーヌを暗殺しようとしている。
ハイファ
侍女。
マウドゥード
ライード国三代国王。半年前に亡くなった。遊学中にエレーヌの母と愛し合った。
マージー・グレイブル
エレーヌの母。前国王マウドゥードと愛し合ったが、身分の違いから身を引いた。マウドゥードと出会う前にエレーヌを妊娠していた。
エレーヌの父
オーストリアの名門貴族、マスターハージー公爵家の家系の生まれ。

## 書誌情報
- 高口里純『サハラ -誘惑のエトランゼ-』〈宙出版・ロマンスコミックス〉全1巻
  1. 2014年2月15日発行、ISBN 978-4-7767-3679-0